# Obciążenie dynamiczne
Obciążenia dynamiczne są siłami bezwładności d’Alemberta, powstającymi w wyniku działania przyspieszeń towarzyszących niejednostajnym ruchom części maszyn i urządzeń.
Większość obciążeń (wymuszeń) dynamicznych, występujących w praktyce, ma charakter okresowy (poliharmoniczny) co wynika z okresowości ruchu części maszyn. Wyjątek stanowią urządzenia o działaniu udarowym takie jak np. młoty mechaniczne, które wywołują zanikające drgania harmoniczne.
Istotną konsekwencją działania sił bezwładności są drgania korpusów maszyn i ich fundamentów, które przenoszą się na otoczenie. Silne drgania, przy ich długotrwałym działaniu na konstrukcje, mogą powodować nawet zmęczenie ich materiału, prowadzące do poważnych awarii. Również wpływ drgań na organizmy ludzkie jest bardzo niekorzystny. Z tych powodów stosuje się różne metody pozwalające ograniczyć nieuniknione przenoszenie się drgań maszyn na ich otoczenie.
Podstawową metodą zwalczania drgań jest stosowanie wibroizolacji.